# Вайткус, Миколас
Ми́колас Ва́йткус (лит. Mykolas Vaitkus; 27 октября 1883, Горжды — 20 мая 1973, Провиденс, Род-Айленд) — литовский поэт и драматург, католический священник.

## Биография
Учился в прогимназии в Паланге и в гимназии в Лиепае. В 1903 году поступил в Каунасскую семинарию. Продолжил образование в Санкт-Петербурге в Духовной академии и в Инсбруке. С 1909 служил в Тельшяй. В 1936 — 1944 годах преподавал в Каунасской семинарии.
В октябре 1944 году бежал из Литвы. Жил в Австрии, Германии, с 1951 года в США.

## Творчество
Первое стихотворение опубликовал в 1896 году. В своей поэзии Вайткус — лирик, ограничивающийся узким кругом индивидуальных переживаний. В творчестве Вайткуса также сильны религиозные элементы. Вайткус был одним из наиболее талантливых представителей литовского «национального романтизма» наряду с более ранним его представителем — поэтом Майронисом. В общественном отношении Вайткус — представитель литовской клерикальной интеллигенции.

## Переводы
Стихотворения Вайткуса переводил на русский язык К. Д. Бальмонт.